# Nekrolog 2. Quartal 1950
Nekrolog
◄◄
| ◄
| 1946
| 1947
| 1948
| 1949
| 1950 | 1951 | 1952 | 1953 | 1954 | ► | ►►
1. Quartal |
2. Quartal |
3. Quartal |
4. Quartal 1950
Weitere Ereignisse | Allgemeiner Nekrolog 1950
Die Beschreibung der verstorbenen Person sollte so kurz wie möglich gehalten sein und nur deren signifikante Tätigkeit(en) enthalten.
Neue Namen ggf. auch unter dem Geburts- und Sterbedatum, also etwa unter 1. Januar und im Geburts- und Sterbejahr (2024) eintragen (nur bei entsprechender großer Wichtigkeit). Für Beispiele siehe die schon vorhandenen Artikel.
Außerdem über die fünf zuletzt Verstorbenen, zu denen es einen ausreichend guten Artikel für eine Präsentation auf der Hauptseite gibt, nach der todesbedingten Überarbeitung der Artikel ggf. auch unter Wikipedia Diskussion:Hauptseite informieren und sie am besten auch in den anderen Wikipedia-Sprachversionen eintragen. Tipp: Regelmäßig bei news.google.de nach „ist tot“, „gestorben“ oder „verstorben“ suchen.
Wenn eine Person gestorben ist, gibt es viele Seiten zu dieser Person in der Wikipedia, die davon auch betroffen sind und entsprechend aktualisiert werden müssen. Beispiele: Namenübersichtsseite, Geburtsjahr, Geburtsort-Seiten und viele mehr.
Wie finde ich die betroffenen Seiten?
Im Suchfeld auf der linken Seite gibt man den Suchbegriff so ein: „Vorname Nachname“. Dann klickt man auf Volltext und alle Seiten mit entsprechendem Suchtext werden aufgerufen. Hier sieht man dann schnell, wo auch das Todesjahr Sinn macht oder sogar ein Teil des Artikels angepasst werden muss. Auch hilft das „Werkzeug“ auf der linken Seite sehr gut, um solche Seiten aufzufinden: „Links auf diese Seite“. Somit ist die Wikipedia wieder aktuell in allen Bereichen! Hinweis: bei Eintragung der Kategorie „Gestorben JAHR“ wird der Missbrauchsfilter 49 ausgelöst, was jedoch nicht schlimm ist. Siehe: Spezial:Missbrauchsfilter/49
Dies ist eine Liste von im zweiten Quartal 1950 verstorbenen bekannten Persönlichkeiten. Die Einträge erfolgen innerhalb der einzelnen Daten alphabetisch sortiert. Tiere sind im Nekrolog für Tiere zu finden.

## April
| Tag       | Name                                      | Beruf, bekannt als                                                                   | Alter | Beleg |
| --------- | ----------------------------------------- | ------------------------------------------------------------------------------------ | ----- | ----- |
| 1. April  | Joachim de la Camp                        | Kaufmann und Präsident der Handelskammer Hamburg                                     | 54    |       |
| 1. April  | Charles R. Drew                           | US-amerikanischer Chirurg                                                            | 45    |       |
| 1. April  | Ludwig Hasenzahl                          | deutscher Politiker (SPD), MdR                                                       | 73    |       |
| 1. April  | Walther Jaensch                           | deutscher Anthropologe und Psychologe                                                | 60    |       |
| 1. April  | F. O. Matthiessen                         | amerikanischer Literaturwissenschaftler                                              | 48    |       |
| 1. April  | Recep Peker                               | türkischer Militär, Politiker und Ministerpräsident der Türkei                       | 61    |       |
| 1. April  | Joanni Perronet                           | französischer Fechter                                                                | 72    |       |
| 2. April  | Conrad Beckmann                           | deutscher Politiker (SPD), MdL                                                       | 49    |       |
| 2. April  | Hans Peter Cornelius                      | deutscher Geologe                                                                    | 61    |       |
| 2. April  | Gottfried Galston                         | österreichischer Pianist                                                             | 70    |       |
| 2. April  | Alfons Pape                               | deutscher Theaterschauspieler, -regisseur und -intendant                             | 64    |       |
| 2. April  | Stanisław Radziejowski                    | polnischer Maler                                                                     | 86    |       |
| 2. April  | Friedrich Schönauer                       | deutscher Gewerkschafter und Politiker (SPD), MdB                                    | 45    |       |
| 2. April  | Paul Sotier                               | deutscher Arzt und Leibarzt von Kaiser Wilhelm II.                                   | 73    |       |
| 3. April  | Jan Bohls                                 | deutscher Zoologe, Privatgelehrter, Volkskundler und Heimatforscher                  | 86    |       |
| 3. April  | Alfred Hasselberg                         | deutscher Jurist, Gestapomitarbeiter und SS-Führer                                   | 41    |       |
| 3. April  | Everette B. Howard                        | US-amerikanischer Politiker                                                          | 76    |       |
| 3. April  | Hans Schuster                             | österreichischer Politiker (SDAP), Landtagsabgeordneter                              | 84    |       |
| 3. April  | Percy N. Ure                              | britischer Althistoriker und klassischer Archäologe                                  | 70    |       |
| 3. April  | Kurt Weill                                | deutsch-US-amerikanischer Komponist                                                  | 50    |       |
| 3. April  | Adolf Wiklund                             | schwedischer Komponist, Dirigent und Pianist                                         | 70    |       |
| 3. April  | Carter G. Woodson                         | US-amerikanischer Historiker                                                         | 74    |       |
| 4. April  | Gottlieb Felder                           | Schweizer Historiker                                                                 | 84    |       |
| 4. April  | Karl Zander                               | deutscher Schauspieler, Rezitator und Komponist                                      | 58    |       |
| 5. April  | Karolina Olsson                           | schwedische Schläferin                                                               | 88    |       |
| 5. April  | Yoshida Hiroshi                           | japanischer Maler                                                                    | 73    |       |
| 6. April  | Else Huber                                | Kunstgewerblerin                                                                     | 67    |       |
| 6. April  | Rupert Klingseis                          | deutscher römisch-katholischer Geistlicher, Ordensmann, Missionar und Märtyrer       | 60    |       |
| 6. April  | Karl Schröder                             | deutscher Politiker, Widerstandskämpfer und Schriftsteller                           | 65    |       |
| 6. April  | Louis Wilkins                             | US-amerikanischer Leichtathlet                                                       | 67    |       |
| 6. April  | Emil von Wülfing                          | deutscher Verwaltungsjurist und Rittergutsbesitzer                                   | 77    |       |
| 7. April  | Walter Huston                             | kanadischer Schauspieler                                                             | 67    |       |
| 7. April  | Jakob Kägi                                | Schweizer Politiker (SP)                                                             | 63    |       |
| 7. April  | Wolfgang Mettgenberg                      | deutscher Jurist                                                                     | 67    |       |
| 7. April  | Georg Wunderle                            | deutscher Theologe und Philosoph                                                     | 68    |       |
| 8. April  | Albert Ehrenstein                         | Lyriker, Erzähler                                                                    | 63    |       |
| 8. April  | Anthony Fiala                             | US-amerikanischer Fotograf, Forschungsreisender und Unternehmer                      | 80    |       |
| 8. April  | Alfred Kolbe                              | österreichischer NS-Funktionär                                                       | 65    |       |
| 8. April  | Ulrich Lewin                              | deutscher Maler und Graphiker                                                        | 60    |       |
| 8. April  | Michael Myers                             | britischer Richter, Chief Justice of New Zealand                                     | 76    |       |
| 8. April  | Vaslav Nijinsky                           | polnisch-russischer Balletttänzer und Choreograf                                     |       |       |
| 8. April  | Hubertus von Preußen                      | preußischer Prinz (bis 1919) und Enkelsohn Wilhelms II.                              | 40    |       |
| 8. April  | Hermann Strasosky                         | deutscher Theologe                                                                   | 83    |       |
| 8. April  | Ernst Wide                                | schwedischer Mittel- und Langstreckenläufer                                          | 61    |       |
| 9. April  | Cemil Cem                                 | türkischer Karikaturist und Herausgeber                                              |       |       |
| 9. April  | Jules Jeanjaquet                          | Schweizer Romanist                                                                   | 83    |       |
| 10. April | Fevzi Çakmak                              | Feldmarschall und Generalstabschef der türkischen Armee                              |       |       |
| 10. April | Alfred Fischer                            | deutscher Architekt und Architekturlehrer                                            | 68    |       |
| 10. April | Minka Govekar                             | jugoslawische Schriftstellerin und Frauenrechtsaktivistin                            | 75    |       |
| 10. April | Johannes Hack                             | deutscher Lehrer und Heimatforscher zu Osthessen                                     |       |       |
| 10. April | Otto Pfeiffenberger                       | deutscher Autor                                                                      | 71    |       |
| 10. April | Fritz Winkler                             | deutscher Chemiker                                                                   | 61    |       |
| 11. April | José Ángel Berraondo                      | spanischer Fußballspieler und -trainer                                               | 71    |       |
| 11. April | Bainbridge Colby                          | US-amerikanischer Jurist und Politiker                                               | 80    |       |
| 11. April | Carl Degenhardt                           | deutscher Bankmanager, Präsident der Sächsischen Staatsbank                          | 73    |       |
| 11. April | Ingeborg Pehrson                          | dänische Schauspielerin                                                              | 63    |       |
| 11. April | Ático Eusébio da Rocha                    | brasilianischer Geistlicher, Erzbischof von Curitiba                                 | 68    |       |
| 13. April | Hubert Birke                              | deutsch-österreichischer Politiker (NSDAP), MdR                                      | 58    |       |
| 13. April | Nikita Madjaroglou                        | deutscher Tischtennisspieler griechischer Herkunft                                   |       |       |
| 13. April | Phokion Naoúm                             | deutscher Sprengstoffchemiker                                                        | 74    |       |
| 14. April | Ferdinand Asper                           | deutscher Schauspieler                                                               | 55    |       |
| 14. April | Ernst Hahn                                | österreichischer Politiker (CSP), Abgeordneter zum Nationalrat                       | 75    |       |
| 14. April | Richard Herzog                            | deutscher Bürgermeister und Politiker, MdR                                           | 82    |       |
| 14. April | Ramana Maharshi                           | indischer Spiritueller und Yogi                                                      | 70    |       |
| 14. April | Walter Schlobach                          | deutscher Unternehmer                                                                | 75    |       |
| 14. April | Jean Marie Van Cauwenbergh                | Weihbischof in Mechelen                                                              | 71    |       |
| 15. April | Nettie Adler                              | britische Politikerin (Liberal Party; Progressive Party)                             | 81    |       |
| 15. April | Hugo Baum                                 | deutscher Botaniker                                                                  | 83    |       |
| 15. April | August Konermann                          | deutscher römisch-katholischer Pfarrer und Publizist                                 | 68    |       |
| 15. April | Rokkaku Shisui                            | japanischer Kunsthandwerker                                                          | 81    |       |
| 15. April | Andrew Thorndike                          | deutscher Generaldirektor                                                            | 71    |       |
| 16. April | Paschalis Fangauer                        | deutscher Benediktinermönch und Märtyrer                                             | 68    |       |
| 16. April | David Hayes Kincheloe                     | US-amerikanischer Jurist und Politiker                                               | 73    |       |
| 16. April | Albert Leitzmann                          | deutscher Germanist und Literaturhistoriker                                          | 82    |       |
| 16. April | Arnaud Massy                              | französischer Golfer                                                                 | 72    |       |
| 16. April | Anders Peter Nielsen                      | dänischer Sportschütze                                                               | 82    |       |
| 16. April | Eduard Oja                                | estnischer Komponist                                                                 | 45    |       |
| 16. April | James Pearson                             | US-amerikanischer Politiker                                                          |       |       |
| 16. April | Paul Richter                              | rumänischer Komponist, Dirigent, Pianist, Organist und Pädagoge sächsischer Herkunft | 74    |       |
| 17. April | Wolfram Freiherr von Rotenhan             | Generalsekretär des Deutschen Roten Kreuzes                                          | 63    |       |
| 17. April | Emil Schwartze                            | deutscher Pädagoge                                                                   | 61    |       |
| 18. April | Bessie Lee Cowie                          | australisch-neuseeländische Aktivistin                                               | 89    |       |
| 18. April | Lazarus Goldschmidt                       | Orientalist                                                                          | 78    |       |
| 18. April | Wilhelm Scharrelmann                      | deutscher Lehrer und Schriftsteller                                                  | 74    |       |
| 18. April | Gertrud Scholz                            | deutsche Politikerin (SPD), Mitglied der Berliner Stadtverordnetenversammlung        | 68    |       |
| 18. April | Theodor Hermann Sternberg                 | deutscher Rechtsphilosoph                                                            | 72    |       |
| 19. April | Aylmer Haldane                            | britischer General                                                                   | 87    |       |
| 19. April | Adolf Sternheim                           | deutsches Opfer des Nationalsozialismus und Philanthrop                              | 78    |       |
| 19. April | Gerald Tyrwhitt-Wilson, 14. Baron Berners | britischer Adliger, Komponist, Maler und Schriftsteller                              | 66    |       |
| 19. April | Antonio Ugo                               | italienischer Bildhauer                                                              | 80    |       |
| 20. April | Warwick Deeping                           | englischer Romanautor                                                                | 72    |       |
| 20. April | Paul Franz                                | französischer Opernsänger (Heldentenor)                                              | 73    |       |
| 20. April | Luther Porter Jackson                     | US-amerikanischer Historiker und Bürgerrechtler                                      | 57    |       |
| 20. April | Erich Jung                                | deutscher Jurist und nationalsozialistischer Rechtsphilosoph                         | 83    |       |
| 21. April | Johannes Hohlfeld                         | deutscher Genealoge und Historiker                                                   | 62    |       |
| 21. April | Bernhard von Hülsen                       | deutscher Offizier, zuletzt Generalleutnant sowie Führer des Freikorps Hülsen        | 85    |       |
| 21. April | Werner Milch                              | deutscher Germanist und Literaturhistoriker jüdischer Abstammung                     | 47    |       |
| 21. April | Emil Richard Wagner                       | deutscher Komponist                                                                  | 79    |       |
| 22. April | Erwin Burger                              | deutscher Verwaltungsbeamter                                                         | 72    |       |
| 22. April | Charles Hamilton Houston                  | US-amerikanischer Anwalt und Bürgerrechtler                                          | 54    |       |
| 22. April | Kurt Jahnke                               | deutscher Nachrichtendienstler                                                       | 68    |       |
| 22. April | Karl Kaltenbach                           | deutscher Leichtathlet                                                               | 67    |       |
| 22. April | John Timothy McNicholas                   | irischer Ordensgeistlicher, Erzbischof von Cincinnati                                | 72    |       |
| 22. April | Alfons Pfrenzinger                        | deutscher Lehrer und Heimatforscher                                                  | 63    |       |
| 22. April | Günther Rüdel                             | deutscher Offizier und Generaloberst im Zweiten Weltkrieg                            | 66    |       |
| 22. April | Nion Tucker                               | US-amerikanischer Bobfahrer und Unternehmer                                          | 64    |       |
| 23. April | Julian F. Abele                           | US-amerikanischer Architekt                                                          | 68    |       |
| 23. April | Gemma Bellincioni                         | italienische Opernsängerin (Sopran)                                                  | 85    |       |
| 23. April | Gustav Adolf Bredow                       | deutscher Bildhauer und Medailleur                                                   | 74    |       |
| 23. April | Franziskus Janssens                       | Generalabt des Zisterzienserordens                                                   | 69    |       |
| 23. April | Richard Stuart Lake                       | kanadischer Politiker, Vizegouverneur von Saskatchewan                               | 89    |       |
| 24. April | Pawel Wassiljewitsch Bogdanow             | sowjetischer Offizier                                                                |       |       |
| 24. April | Paul Brandys                              | polnischer katholischer Geistlicher, MdR, Mitglied des polnischen Sejm               | 80    |       |
| 24. April | Joé Descomps-Cormier                      | französischer Bildhauer und Goldschmied                                              | 81    |       |
| 24. April | Alfredo de Sá Cardoso                     | portugiesischer General und Politiker                                                | 85    |       |
| 24. April | Johannes Spanuth                          | deutscher lutherischer Theologe                                                      | 75    |       |
| 24. April | Ernst Swoboda                             | österreichischer Jurist und Hochschullehrer                                          | 70    |       |
| 24. April | Richard Weissbach                         | deutscher Verleger                                                                   | 67    |       |
| 25. April | Paul Geister                              | deutscher Jurist und Senator der Hansestadt Lübeck                                   | 76    |       |
| 25. April | Karl Michael Gesser                       | Landtagsabgeordneter Volksstaat Hessen                                               | 80    |       |
| 25. April | Guðjón Samúelsson                         | isländischer Architekt                                                               | 63    |       |
| 25. April | João Irineu Joffily                       | brasilianischer Geistlicher, Erzbischof von Belém do Pará                            | 71    |       |
| 25. April | Thorsten Jonsson                          | schwedischer Autor                                                                   | 40    |       |
| 25. April | Max Lindow                                | deutscher Schriftsteller                                                             | 74    |       |
| 25. April | Hertha Wambacher                          | österreichische Physikerin                                                           | 47    |       |
| 26. April | George Murray Hulbert                     | US-amerikanischer Jurist und Politiker                                               | 68    |       |
| 26. April | Siegfried von La Chevallerie              | deutscher General der Artillerie                                                     | 89    |       |
| 26. April | R. A. S. Macalister                       | irischer Archäologe                                                                  | 79    |       |
| 27. April | H. Bonciu                                 | rumänischer Lyriker und Prosaschriftsteller der rumänischen Avantgarde               | 56    |       |
| 27. April | Hobart Cavanaugh                          | US-amerikanischer Schauspieler                                                       | 63    |       |
| 27. April | Josef Jungwirth                           | österreichischer Maler                                                               | 81    |       |
| 27. April | Karel Koželuh                             | tschechoslowakischer Eishockey-, Fußball- und Tennisspieler                          | 55    |       |
| 27. April | Thomas Ranken                             | britischer Sportschütze                                                              | 74    |       |
| 27. April | Karl Straube                              | deutscher Organist und Chorleiter                                                    | 77    |       |
| 27. April | Karl Otto Uhlig                           | deutscher Politiker (SPD), Innenminister von Sachsen (1919–1920), MdR                | 78    |       |
| 28. April | Oakes Ames                                | US-amerikanischer Botaniker                                                          | 75    |       |
| 29. April | Eduard Crasemann                          | deutscher Offizier, zuletzt General der Artillerie im Zweiten Weltkrieg              | 59    |       |
| 29. April | Othmar Meisinger                          | deutscher Heimatforscher                                                             | 77    |       |
| 29. April | Heinrich Friedrich Wilhelm Pröhle         | evangelischer Pfarrer und Hochschullehrer                                            | 80    |       |
| 29. April | László Rudas                              | ungarischer Kominternfunktionär                                                      | 65    |       |
| 30. April | Thomas William Allen                      | britischer Altphilologe (Gräzist)                                                    | 87    |       |
| 30. April | Hans Erling                               | deutscher Unternehmer, Vorstand der Bremer Rolandmühle                               | 55    |       |
| 30. April | Francesco Jovine                          | italienischer Schriftsteller                                                         | 47    |       |
| 30. April | Albin Lanner                              | österreichischer Bildhauer                                                           | 50    |       |
| 30. April | Palmièri                                  | kanadischer Schauspieler                                                             |       |       |
| 30. April | Kazimierz Pużak                           | polnischer sozialistischer Politiker, Mitglied des Sejm                              | 66    |       |
| 30. April | Josef Reither                             | österreichischer Politiker (CSP, VF, ÖVP), Landtagsabgeordneter                      | 69    |       |
| 30. April | Wincenty Rzymowski                        | polnischer Politiker und Schriftsteller                                              | 66    |       |

## Mai
| Tag     | Name                               | Beruf, bekannt als | Alter | Beleg |
| ------- | ---------------------------------- | --- | ----- | ----- |
| 1. Mai  | Walter Besig                       | deutscher Maler | 80    |       |
| 1. Mai  | Heinrich Burkard                   | deutscher Musiker | 61    |       |
| 1. Mai  | Heinrich Clessin                   | österreichischer Politiker (GDVP), Abgeordneter zum Nationalrat                                                                       | 69    |       |
| 1. Mai  | Leland Ossian Howard               | US-amerikanischer Entomologe | 92    |       |
| 1. Mai  | Georges Leuillieux                 | französischer Schwimmer und Wasserballspieler                                                                                         | 70    |       |
| 1. Mai  | Sigfrid Lindström                  | schwedischer Schriftsteller, Journalist und Übersetzer                                                                                | 58    |       |
| 1. Mai  | Lothrop Stoddard                   | US-amerikanischer Eugenier und Autor                                                                                                  | 66    |       |
| 2. Mai  | Abraham Asscher                    | niederländischer Diamantenhändler, Politiker, Zionist und Überlebender des Holocaust                                                  | 69    |       |
| 2. Mai  | Victor Crumière                    | französischer Maler und Dekorationskünstler                                                                                           | 54    |       |
| 2. Mai  | Paul Kossel                        | deutscher Bauunternehmer | 75    |       |
| 2. Mai  | Heinrich von Minnigerode           | deutscher Jurist, Rechtshistoriker und Hochschullehrer                                                                                | 65    |       |
| 2. Mai  | J. Hampton Moore                   | US-amerikanischer Politiker | 86    |       |
| 2. Mai  | Paul Eugen Sieg                    | deutscher Physiker und Schriftsteller                                                                                                 | 50    |       |
| 2. Mai  | Leo Watson                         | amerikanischer Jazz-Sänger und Pianist                                                                                                | 52    |       |
| 3. Mai  | Boris Babkin                       | russisch-britischer Physiologe | 73    |       |
| 3. Mai  | Hugo Drolz                         | österreichischer Bergingenieur | 88    |       |
| 3. Mai  | Ulrich Fischer                     | deutscher Gewerkschafter und Politiker                                                                                                | 60    |       |
| 3. Mai  | August Marahrens                   | Bischof der Evangelisch-lutherischen Landeskirche Hannovers                                                                           | 74    |       |
| 3. Mai  | André Perchicot                    | französischer Radrennfahrer | 61    |       |
| 3. Mai  | John Ramsay, 15. Earl of Dalhousie | schottischer Adeliger und Soldat | 45    |       |
| 4. Mai  | William Rose Benét                 | US-amerikanischer Dichter und Herausgeber                                                                                             | 64    |       |
| 4. Mai  | Karl Eberle                        | deutscher Politiker (SPD), MdL | 80    |       |
| 4. Mai  | Franz Eiblhuber                    | österreichischer Geistlicher und Politiker, Landtagsabgeordneter                                                                      | 58    |       |
| 4. Mai  | Paul Federn                        | österreichischer Arzt und Psychoanalytiker                                                                                            | 78    |       |
| 4. Mai  | Carl Haarmann                      | deutscher Industriemanager | 85    |       |
| 4. Mai  | Lennart Hannelius                  | finnischer Sportschütze | 56    |       |
| 4. Mai  | Urho Peltonen                      | finnischer Speerwerfer | 57    |       |
| 4. Mai  | Hugo Presch                        | österreichischer Ordensgeistlicher, Großprior der österreichischen Statthalterei des Ritterorden vom Heiligen Grab zu Jerusalem       |       |       |
| 4. Mai  | Willy Zügel                        | deutscher Tierbildhauer | 73    |       |
| 5. Mai  | Henry Boardman Conover             | US-amerikanischer Ornithologe | 58    |       |
| 5. Mai  | Therese Schachner                  | österreichische Malerin | 80    |       |
| 5. Mai  | Mathias Ludwig Schroeder           | deutscher Handwerker und Schriftsteller                                                                                               | 46    |       |
| 5. Mai  | Bernard Weck                       | Schweizer Politiker und Staatsrat des Kantons Freiburg                                                                                | 60    |       |
| 6. Mai  | Jakob Littner                      | Holocaust-Überlebender | 67    |       |
| 6. Mai  | Víctor Manuel Román y Reyes        | nicaraguanischer Politiker, Präsident von Nicaragua (1947–1950)                                                                       | 77    |       |
| 6. Mai  | Agnes Smedley                      | US-amerikanische Journalistin und Autorin                                                                                             | 58    |       |
| 7. Mai  | Steve Clemente                     | mexikanisch-US-amerikanischer Schauspieler                                                                                            | 67    |       |
| 7. Mai  | Marie Feesche                      | deutsche Schriftstellerin | 78    |       |
| 7. Mai  | James A. Hamilton                  | US-amerikanischer Politiker | 74    |       |
| 7. Mai  | Bertha Hill                        | amerikanische Blues-, Jazz- und Vaudeville-Sängerin und -Tänzerin                                                                     | 45    |       |
| 7. Mai  | Vehbi Kocagüney                    | türkischer Generalmajor, Politiker und Sachbuchautor                                                                                  |       |       |
| 8. Mai  | Vital Brazil                       | brasilianischer Immunologe | 85    |       |
| 8. Mai  | Catherine Corbett                  | englisch-britische Suffragette | 80    |       |
| 8. Mai  | Fritz Freund                       | österreichischer Lyriker und Verleger                                                                                                 | 71    |       |
| 8. Mai  | Hugo Mönnig                        | deutscher Politiker | 85    |       |
| 8. Mai  | Torsten Sandelin                   | finnischer Turner und Segler | 62    |       |
| 9. Mai  | Heinrich Hellige                   | deutscher Kommunist und Widerstandskämpfer gegen den Nationalsozialismus, Bankdirektor                                                | 50    |       |
| 9. Mai  | Theo Hums                          | deutscher Kommunalpolitiker | 40    |       |
| 9. Mai  | Josef Körner                       | böhmisch-tschechoslowakischer Germanist                                                                                               | 62    |       |
| 10. Mai | Vasile Aftenie                     | rumänischer Priester, Weihbischof in Făgăraș und Alba Iulia                                                                           | 50    |       |
| 10. Mai | Karl Breitenthaler                 | österreichischer Politiker (NSDAP), MdR                                                                                               | 70    |       |
| 10. Mai | Belle da Costa Greene              | US-amerikanische Bibliothekarin | 66    |       |
| 10. Mai | Eva Frieberger                     | Modedesignerin, Kunsthandwerkerin und Textilkünstlerin                                                                                | 58    |       |
| 10. Mai | Friedrich Husmann                  | deutscher Lehrer und Heimatdichter | 73    |       |
| 10. Mai | Art O’Connor                       | irischer Politiker (Sinn Féin) |       |       |
| 11. Mai | Royal Harwood Frost                | US-amerikanischer Astronom | 71    |       |
| 11. Mai | Franz Mairecker                    | österreichischer Violinist | 71    |       |
| 11. Mai | Charles Rousselière                | französischer Opernsänger (Tenor) | 75    |       |
| 12. Mai | Burghard Bock von Wülfingen        | preußischer Landrat | 75    |       |
| 12. Mai | Anna De Weert                      | belgische Malerin | 82    |       |
| 12. Mai | Wilhelm von Drigalski              | deutscher Bakteriologe | 78    |       |
| 12. Mai | Charles Kemper                     | US-amerikanischer Schauspieler | 49    |       |
| 12. Mai | Everett Sanders                    | US-amerikanischer Politiker | 68    |       |
| 12. Mai | Wilhelm Tell                       | deutscher Politiker, Leitender Staatsminister der Übergangsregierung des Freistaats Sachsen-Altenburg von November 1918 bis März 1919 | 78    |       |
| 12. Mai | Eric Virgin                        | schwedischer General | 73    |       |
| 12. Mai | Robert Volkner                     | deutscher Schauspieler, Regisseur und Intendant                                                                                       | 79    |       |
| 13. Mai | Magda von Dulong                   | deutsche Konzertsängerin (Mezzosopran/Alt)                                                                                            | 78    |       |
| 13. Mai | Hermann von Fischel                | deutscher Marineoffizier, zuletzt Admiral im Zweiten Weltkrieg                                                                        | 63    |       |
| 13. Mai | John Gallagher                     | US-amerikanischer Marathonläufer | 60    |       |
| 13. Mai | Friedrich Siebert                  | deutscher General der Infanterie im Zweiten Weltkrieg                                                                                 | 61    |       |
| 13. Mai | Whispering Jack Smith              | US-amerikanischer Pianist und Kabarettsänger (Bariton)                                                                                | 53    |       |
| 13. Mai | Pauline Strauss-de Ahna            | deutsche Sopranistin und Ehefrau des Komponisten Richard Strauss                                                                      | 87    |       |
| 13. Mai | Franz Visintini                    | österreichischer Bauingenieur | 75    |       |
| 15. Mai | Branimir Altgayer                  | Leiter des Schwäbisch-Deutschen Kulturbundes in Jugoslawien für Slawonien                                                             | 52    |       |
| 15. Mai | Arno Rauscher                      | preussischer Verwaltungsjurist, Staatsrat und Oberbürgermeister von Potsdam (1924–1933)                                               | 75    |       |
| 16. Mai | Karl Ausserer                      | österreichischer Historiker und Archivar                                                                                              | 66    |       |
| 16. Mai | Maximilian Böttcher                | deutscher Schriftsteller | 77    |       |
| 16. Mai | Bernhard Engelke                   | deutscher Musikwissenschaftler und Hochschullehrer                                                                                    | 65    |       |
| 16. Mai | Friedrich Gerhard                  | deutscher Dressurreiter | 65    |       |
| 16. Mai | Eugen Kiemle                       | deutscher Architekt | 44    |       |
| 16. Mai | Alice Kober                        | US-amerikanische Altphilologin und Archäologin                                                                                        | 43    |       |
| 16. Mai | Heinz Ludewig                      | deutscher Fußballspieler und Trainer                                                                                                  | 60    |       |
| 17. Mai | Roger Battaglia                    | polnisch-österreichischer Jurist, Ökonom und Abgeordneter                                                                             |       |       |
| 17. Mai | Eduardo Fabini                     | uruguayischer Komponist | 67    |       |
| 17. Mai | Anton Kolig                        | österreichischer Maler | 63    |       |
| 17. Mai | Felix Schlagintweit                | deutscher Arzt und Schriftsteller | 81    |       |
| 17. Mai | Ludwig Wolff                       | deutscher Offizier, zuletzt General der Flieger im Zweiten Weltkrieg                                                                  | 63    |       |
| 18. Mai | Heinrich Bechtolsheimer            | deutscher protestantischer Pfarrer und rheinhessischer Heimatschriftsteller                                                           | 81    |       |
| 18. Mai | Johann Behlen                      | deutscher Lehrer und Politiker (DVP, NSDAP)                                                                                           | 67    |       |
| 19. Mai | Giuseppe Garibaldi der Jüngere     | Enkel Giuseppe Garibaldis und Abenteurer, der an zahlreichen Kriegen teilnahm                                                         | 70    |       |
| 19. Mai | Julius Guttmann                    | deutscher Rabbiner und Religionsphilosoph                                                                                             | 70    |       |
| 19. Mai | Karl Kutschera                     | deutscher Gastronom | 74    |       |
| 19. Mai | Guy L. Shaw                        | US-amerikanischer Politiker | 69    |       |
| 19. Mai | Frank Wall                         | britischer Militärarzt und Herpetologe                                                                                                | 82    |       |
| 20. Mai | Leopold Andres                     | österreichischer General, Kartograph und Geodät                                                                                       | 83    |       |
| 20. Mai | Alfred Bernau                      | deutscher Schauspieler, Regisseur und Theaterdirektor                                                                                 | 71    |       |
| 20. Mai | Gerhard Grüß                       | deutscher Mathematiker und Professor an der Bergakademie Freiberg                                                                     | 48    |       |
| 20. Mai | Wilhelm Haupt                      | deutscher Schuhmacher, Redakteur und Politiker (SPD), MdR                                                                             | 80    |       |
| 21. Mai | Harry L. Davis                     | US-amerikanischer Politiker | 72    |       |
| 21. Mai | Edgar Herfurth                     | deutscher Verleger | 84    |       |
| 21. Mai | Fritz Kern                         | deutscher Historiker | 65    |       |
| 21. Mai | Emil Klein                         | österreichischer Internist | 77    |       |
| 21. Mai | Otto Langemeyer                    | deutscher Offizier, zuletzt General der Flieger im Zweiten Weltkrieg                                                                  | 67    |       |
| 21. Mai | Martin Voelkel                     | deutscher evangelischer Pfarrer | 65    |       |
| 22. Mai | Arthur Halberstadt                 | österreichischer Volksliedsammler und -forscher                                                                                       | 76    |       |
| 22. Mai | Käthe Kalweit                      | deutsche Politikerin (SPD), MdL | 41    |       |
| 22. Mai | Alfonso Quiñónez Molina            | Präsident von El Salvador | 76    |       |
| 22. Mai | Agnes von Zahn-Harnack             | deutsche Lehrerin, Schriftstellerin und Frauenrechtlerin                                                                              | 65    |       |
| 23. Mai | Fred Warngård                      | schwedischer Hammerwerfer | 43    |       |
| 23. Mai | Niko Wöhlk                         | deutscher Maler und Lebenskünstler | 63    |       |
| 24. Mai | Richard Balles                     | deutscher Verwaltungsjurist | 64    |       |
| 24. Mai | Christian Bitter                   | deutscher Politiker | 71    |       |
| 24. Mai | Trigant Burrow                     | US-amerikanischer Psychoanalytiker | 74    |       |
| 24. Mai | Karl Dingler                       | deutscher Anarchosyndikalist | 49    |       |
| 24. Mai | Franz Volhard                      | deutscher Nephrologe | 78    |       |
| 24. Mai | Archibald Wavell, 1. Earl Wavell   | britischer Feldmarschall, Vizekönig von Indien, Kommandeur ABDACOM                                                                    | 67    |       |
| 25. Mai | Nicolae Ciupercă                   | rumänischer General | 68    |       |
| 25. Mai | Niels Clemmensen                   | dänischer Komponist und Pianist | 50    |       |
| 25. Mai | Markus Glaser                      | römisch-katholischer Bischof, Apostolischer Administrator von Jassy                                                                   | 70    |       |
| 25. Mai | Georg Kassenbrock                  | deutscher Finanzbeamter und Politiker (Zentrum), MdL                                                                                  | 51    |       |
| 25. Mai | Ernst Müller                       | deutscher Gewerkschafter und Politiker (SPD), MdL                                                                                     | 76    |       |
| 25. Mai | Friedrich Schilling                | deutscher Mathematiker und Hochschullehrer                                                                                            | 82    |       |
| 26. Mai | Jens Sörensen Wand                 | dänischer Vogelwart | 75    |       |
| 27. Mai | John Lesinski senior               | US-amerikanischer Politiker | 65    |       |
| 27. Mai | Maurice Wertheim                   | US-amerikanischer Bankier und Philanthrop                                                                                             | 64    |       |
| 28. Mai | Francisco Romano Guillemín         | mexikanischer Maler | 65    |       |
| 28. Mai | Marc Sangnier                      | französischer römisch-katholischer Denker, Politiker, Theologe und Jurist                                                             | 77    |       |
| 28. Mai | Bernhard Walter                    | deutscher Physiker | 88    |       |
| 29. Mai | Wilhelm Bendow                     | deutscher Schauspieler und Komiker | 65    |       |
| 29. Mai | Tinus van Beurden                  | niederländischer Fußballspieler | 57    |       |
| 29. Mai | Henri Gisbert Geene                | Schweizer Bildhauer | 84    |       |
| 29. Mai | Hermann Gretsch                    | deutscher Entwerfer und Designer | 54    |       |
| 29. Mai | Jack Niflot                        | US-amerikanischer Ringer | 69    |       |
| 29. Mai | William Averill Stowell            | US-amerikanischer Romanist und Autor                                                                                                  | 68    |       |
| 30. Mai | Albert Altenburg                   | deutscher Holzschnitzer und Architekt                                                                                                 | 56    |       |
| 30. Mai | Oleksandr Bojtschenko              | ukrainisch-sowjetischer Schriftsteller und Politiker                                                                                  | 46    |       |
| 30. Mai | Frederick Coneybeer                | australischer Politiker, Sprecher des South Australian House of Assembly                                                              | 90    |       |
| 30. Mai | Christian Endemann                 | deutscher Politiker | 65    |       |
| 30. Mai | William Lemke                      | US-amerikanischer Politiker | 71    |       |
| 30. Mai | Anton Mailly                       | österreichischer Heimatforscher | 75    |       |
| 30. Mai | Richard F. McKiniry                | US-amerikanischer Jurist und Politiker                                                                                                | 72    |       |
| 30. Mai | Oscar Schmorl                      | deutscher Buchhändler und Freimaurer                                                                                                  | 77    |       |
| 30. Mai | Margaret Sutermeister              | US-amerikanische Fotografin | 75    |       |
| 30. Mai | William Townley                    | englischer Fußballspieler und Fußballtrainer                                                                                          | 84    |       |
| 31. Mai | Ernst Jenke                        | deutscher Politiker (NSDAP), MdR | 67    |       |
| 31. Mai | Hans Werner Schmidt                | deutscher Maler, Illustrator und Radierer                                                                                             | 90    |       |
| 31. Mai | George Webber                      | britischer Leichtathlet | 54    |       |
|         | Alfred Alexander                   | deutsch-britischer Arzt | 70    |       |
|         | Wilhelm von Woyna                  | preußischer Generalleutnant | 86    |       |

## Juni
| Tag      | Name                                             | Beruf, bekannt als                                                                        | Alter | Beleg |
| -------- | ------------------------------------------------ | ----------------------------------------------------------------------------------------- | ----- | ----- |
| 1. Juni  | Herbert Spencer Barber                           | US-amerikanischer Entomologe                                                              | 68    |       |
| 1. Juni  | Clemens Nörpel                                   | deutscher Gewerkschafter                                                                  | 64    |       |
| 1. Juni  | Walter Schiff                                    | österreichischer Statistiker, Soziologe und Politischer Ökonom                            | 83    |       |
| 1. Juni  | Charles W. Thompson                              | US-amerikanischer Politiker                                                               | 82    |       |
| 2. Juni  | Giuseppe Crivelli                                | italienischer Ruderer                                                                     | 49    |       |
| 2. Juni  | John Thomas Kidd                                 | kanadischer römisch-katholischer Geistlicher, Bischof von London (Ontario)                | 81    |       |
| 2. Juni  | Karl Lieschnegg                                  | österreichischer Politiker (CSP), Abgeordneter zum Nationalrat                            | 78    |       |
| 3. Juni  | Heinrich Huster                                  | deutscher Politiker (Zentrum, CDU), MdL                                                   | 71    |       |
| 3. Juni  | Ismael Perdomo Borrero                           | kolumbianischer Geistlicher, Erzbischof von Bogotá                                        | 78    |       |
| 3. Juni  | Caesar Seligmann                                 | deutscher Reformrabbiner                                                                  | 89    |       |
| 4. Juni  | Rudolf Burger                                    | Schweizer Unternehmer und Politiker (FDP)                                                 | 85    |       |
| 4. Juni  | Kazys Grinius                                    | litauischer Politiker                                                                     | 83    |       |
| 4. Juni  | George Cecil Ives                                | britischer Autor und Dichter                                                              | 82    |       |
| 4. Juni  | Ben Johnson                                      | US-amerikanischer Politiker                                                               | 92    |       |
| 4. Juni  | Der Nister                                       | jiddischer Schriftsteller                                                                 | 65    |       |
| 4. Juni  | Rudolf Schramm-Zittau                            | deutscher Maler                                                                           | 76    |       |
| 4. Juni  | Christo Stantschew                               | bulgarischer Maler                                                                        | 80    |       |
| 4. Juni  | Ahmad Tajuddin                                   | bruneiischer Adeliger, Sultan von Brunei                                                  | 37    |       |
| 5. Juni  | Miklós Bánffy                                    | ungarischer Großgrundbesitzer, Politiker und Autor                                        | 76    |       |
| 5. Juni  | Percy Hurd                                       | britischer Politiker                                                                      | 86    |       |
| 5. Juni  | Karl Merz                                        | deutscher Bildhauer                                                                       | 81    |       |
| 5. Juni  | Johannes Nordhoff                                | deutscher Versicherungs-Manager                                                           | 80    |       |
| 5. Juni  | Rudolph Tegner                                   | dänischer Bildhauer                                                                       | 76    |       |
| 6. Juni  | Lina Loos                                        | österreichische Schauspielerin und Autorin, Ehefrau von Adolf Loos                        | 67    |       |
| 7. Juni  | Rudolf Feistmann                                 | deutscher Journalist                                                                      | 42    |       |
| 7. Juni  | Gertrud Förstel                                  | deutsche Opernsängerin (Sopran) und Gesangspädagogin                                      | 69    |       |
| 7. Juni  | Florentin Garraux                                | Schweizer Maler, Illustrator und Zeichner                                                 | 90    |       |
| 7. Juni  | Baldomero Fernández Moreno                       | argentinischer Arzt und Schriftsteller                                                    | 63    |       |
| 7. Juni  | Robert Schoeller                                 | österreichischer Industrieller                                                            | 76    |       |
| 8. Juni  | Ulrich Gerhardt                                  | deutscher Zoologe                                                                         | 74    |       |
| 8. Juni  | Dezső Losonczy                                   | ungarischer Dirigent, Komponist und Pianist                                               | 58    |       |
| 8. Juni  | Paul Hermann Meixner                             | österreichisch-deutscher Marineoffizier, Konteradmiral im Zweiten Weltkrieg               | 59    |       |
| 8. Juni  | Lothar Schenck von Trapp                         | deutscher Bühnenbildner und Ausstattungsleiter                                            | 60    |       |
| 9. Juni  | Denis Auguste Duchêne                            | französischer Offizier, zuletzt Général de division                                       | 87    |       |
| 9. Juni  | Henry Harwood                                    | britischer Admiral                                                                        | 62    |       |
| 9. Juni  | Christian Ritter von Langheinrich                | bayerischer Offizier, sowie Politiker der DDP                                             | 79    |       |
| 9. Juni  | Max Pretzfelder                                  | deutscher Zeichner, Maler und Kostümbildner                                               | 62    |       |
| 10. Juni | Edward Asahel Birge                              | US-amerikanischer Zoologe und einer der Gründerväter der Limnologie                       | 98    |       |
| 10. Juni | Joseph Lamb Bodine                               | US-amerikanischer Jurist                                                                  | 66    |       |
| 10. Juni | Lina Franziska Fehrmann                          | Muse und Kindermodell der Brücke-Künstler                                                 | 49    |       |
| 10. Juni | Israel M. Foster                                 | US-amerikanischer Politiker                                                               | 77    |       |
| 10. Juni | Carl Kassner                                     | deutscher Meteorologe                                                                     | 85    |       |
| 10. Juni | Lewis L. Morgan                                  | US-amerikanischer Politiker                                                               | 74    |       |
| 11. Juni | Ch’ae Man-sik                                    | südkoreanischer Autor                                                                     | 47    |       |
| 11. Juni | August Neutzler                                  | österreichischer Politiker (SdP), Mitglied des Bundesrates                                | 82    |       |
| 11. Juni | Theodor Weissenberger                            | deutscher Luftwaffenoffizier und Jagdflieger im Zweiten Weltkrieg                         | 35    |       |
| 12. Juni | Herbert Böttcher                                 | deutscher Verwaltungsjurist, Polizeipräsident und SS- und Polizeiführer                   | 43    |       |
| 12. Juni | Gustav A. Knauer                                 | deutscher Szenenbildner und Filmarchitekt                                                 | 63    |       |
| 12. Juni | Wilhelmine Brigitta Schaible                     | deutsche evangelisch-lutherische Schriftstellerin geistlicher Lieder                      | 72    |       |
| 12. Juni | Fritz Suhren                                     | deutscher SS-Sturmbannführer und Lagerkommandant im KZ Ravensbrück                        | 42    |       |
| 12. Juni | Jan Vaník                                        | österreichischer und tschechoslowakischer Fußballspieler                                  | 58    |       |
| 13. Juni | Robert Godet                                     | Schweizer Journalist, Musikkritiker und Übersetzer                                        | 83    |       |
| 13. Juni | Robert Hutchison, 1. Baron Hutchison of Montrose | britischer Generalmajor und Politiker (Liberal Party), Mitglied des House of Commons      | 76    |       |
| 13. Juni | Johannes Rings                                   | deutscher Politiker und Journalist                                                        | 94    |       |
| 14. Juni | Jacob Aloys Friederichs                          | deutscher Bildhauer                                                                       | 82    |       |
| 15. Juni | Georg Brion                                      | deutscher Ingenieur für Elektrotechnik und Hochschullehrer an der Bergakademie Freiberg   | 77    |       |
| 15. Juni | Karl Petersson                                   | deutscher Politiker (SPD)                                                                 | 70    |       |
| 15. Juni | Pîremêrd                                         | kurdischer Dichter und Schriftsteller                                                     |       |       |
| 16. Juni | Hans Bon                                         | Schweizer Unternehmer                                                                     | 67    |       |
| 16. Juni | Erhard Brauny                                    | deutscher SS-Hauptscharführer im KZ Dora-Mittelbau                                        | 36    |       |
| 16. Juni | Alfred Clark                                     | amerikanisch-englischer Pionier für Spezialeffekte in den Anfangstagen des Films          | 76    |       |
| 16. Juni | Arnold Eucken                                    | Physikochemiker                                                                           | 65    |       |
| 16. Juni | Johann Carl Lehmann                              | deutscher Chirurg und Hochschullehrer                                                     | 65    |       |
| 16. Juni | Georg Pauly                                      | deutscher Dramaturg, Theaterwissenschaftler und -regisseur                                | 67    |       |
| 16. Juni | Cosmus Schindler                                 | schweizerisch-österreichischer Textilfabrikant                                            | 90    |       |
| 17. Juni | Fritz Arnold                                     | deutscher Ingenieur, Kommunalpolitiker (SPD), Sozialist und Bürgermeister von Konstanz    | 66    |       |
| 17. Juni | Josef Kaiser                                     | deutscher Unternehmer                                                                     | 87    |       |
| 17. Juni | Gustav Pufal                                     | deutscher Gewerkschafter                                                                  | 54    |       |
| 17. Juni | Carl Reiser                                      | deutscher Kunstmaler                                                                      | 73    |       |
| 18. Juni | Max Apffelstaedt                                 | deutscher Mediziner                                                                       | 87    |       |
| 18. Juni | Arturo De Bassi                                  | argentinischer Pianist, Komponist und Bandleader                                          | 60    |       |
| 18. Juni | Chen Yi                                          | chinesischer Militär und Beamter                                                          | 67    |       |
| 18. Juni | Albert Eckstein                                  | deutscher Pädiater und Hochschullehrer                                                    | 59    |       |
| 18. Juni | Fabius Gross                                     | österreichischer Meeresbiologe                                                            | 43    |       |
| 18. Juni | Adolf Klughardt                                  | deutscher Zahnmediziner, Naturwissenschaftler, Hochschullehrer und Geologe                | 63    |       |
| 18. Juni | Marcel Sturm                                     | französischer Militärpfarrer                                                              | 45    |       |
| 18. Juni | Heinz Wagner                                     | deutscher Kommunalbeamter und Kommunalpolitiker                                           | 58    |       |
| 18. Juni | Kurt Witte                                       | deutscher Klassischer Philologe                                                           | 64    |       |
| 19. Juni | Marie Cauer                                      | deutsche Krankenschwester, Oberin und Publizistin                                         | 89    |       |
| 19. Juni | Ubaldo Ramalhete Maia                            | brasilianischer Anwalt und Politiker                                                      | 67    |       |
| 20. Juni | Hermann Münchmeyer der Jüngere                   | deutscher Kaufmann und Bankier                                                            | 74    |       |
| 20. Juni | Hugo Willrich                                    | deutscher Althistoriker und Lehrer                                                        | 82    |       |
| 21. Juni | Charles Rosen                                    | US-amerikanischer Maler                                                                   | 72    |       |
| 21. Juni | Willy Schmidt                                    | deutscher Politiker (NSDAP), MdL                                                          | 58    |       |
| 21. Juni | Leopold Ziegenbein                               | deutscher Kapitän                                                                         | 75    |       |
| 22. Juni | Kurt Fischer                                     | deutscher Politiker (SED), MdV                                                            | 49    |       |
| 22. Juni | Julio Fonseca                                    | costa-ricanischer Komponist                                                               | 65    |       |
| 22. Juni | Max Radin                                        | US-amerikanischer Rechtswissenschaftler                                                   | 70    |       |
| 22. Juni | Richard von Schoeller                            | österreichischer Großindustrieller der Montanindustrie                                    | 78    |       |
| 22. Juni | Harold Malcolm Westergaard                       | dänisch-US-amerikanischer Bauingenieur                                                    | 61    |       |
| 23. Juni | Franz Bretschneider                              | österreichischer Politiker                                                                | 83    |       |
| 23. Juni | Friedrich Capelari                               | österreichischer Maler und Xylograph                                                      | 66    |       |
| 23. Juni | Alda Levi                                        | italienische Klassische Archäologin                                                       | 60    |       |
| 23. Juni | Franz Springer                                   | deutscher Komponist und Dirigent                                                          | 68    |       |
| 23. Juni | Robert Whigham                                   | britischer General                                                                        | 84    |       |
| 24. Juni | Louis L. Collins                                 | US-amerikanischer Politiker                                                               | 67    |       |
| 24. Juni | Charles Lawrance                                 | US-amerikanischer Ingenieur und Geschäftsmann                                             | 67    |       |
| 24. Juni | Josef Benjamin Levy                              | Chasan, Lehrer, Musikschriftsteller                                                       | 79    |       |
| 24. Juni | Matsukata Kōjirō                                 | japanischer Industrieller und Kunstsammler                                                | 85    |       |
| 24. Juni | Iwan Sergejewitsch Schmeljow                     | russischer Schriftsteller                                                                 | 76    |       |
| 26. Juni | Camille Danguillaume                             | französischer Radsportler                                                                 | 31    |       |
| 26. Juni | Willi Kimmritz                                   | deutscher Einbrecher, Vergewaltiger und Mörder                                            | 38    |       |
| 26. Juni | Antonina Wassiljewna Neschdanowa                 | russische Opernsängerin (lyrischer Koloratursopran)                                       | 76    |       |
| 26. Juni | Theodor Schindler                                | deutscher Maler und Zeichenlehrer                                                         | 80    |       |
| 27. Juni | Milada Horáková                                  | tschechoslowakische Frauenrechtlerin                                                      | 48    |       |
| 27. Juni | Záviš Kalandra                                   | tschechischer Journalist, Publizist und Schriftsteller                                    | 47    |       |
| 27. Juni | Theophilus Pashkovsky                            | russischer Geistlicher, Metropolit von Amerika                                            | 76    |       |
| 28. Juni | Louis Bosset                                     | Schweizer Archäologe                                                                      | 70    |       |
| 28. Juni | Karl Frey                                        | deutscher Schauspieler, Regisseur sowie Bühnen- und Drehbuchautor                         | 84    |       |
| 28. Juni | Henry Balfour Gardiner                           | englischer Komponist                                                                      | 72    |       |
| 28. Juni | Carl Junge-Swinburne                             | deutscher Schauspieler                                                                    | 72    |       |
| 28. Juni | Hother Ostermann                                 | dänischer Pastor, Missionar, Lehrer, Historiker, Genealoge, Schriftsteller und Übersetzer | 74    |       |
| 29. Juni | Melitta Bentz                                    | deutsche Unternehmensgründerin und Erfinderin des Kaffeefilterns                          | 77    |       |
| 30. Juni | Hermann Betschart                                | Schweizer Ruderer                                                                         | 39    |       |
| 30. Juni | Max Wiener                                       | deutscher Rabbiner, Philosoph und Theologe                                                | 68    |       |
|          | Bernhard Pfaffenzeller                           | deutscher Politiker                                                                       | 66    |       |